# Oxydirus
Oxydirus är ett släkte av rundmaskar. Enligt Catalogue of Life ingår Oxydirus i familjen Oxydiridae, men enligt Dyntaxa är tillhörigheten istället familjen Belondiridae.
Oxydirus är enda släktet i familjen Oxydiridae.
Kladogram enligt Catalogue of Life och Dyntaxa:
| Oxydirus | \| \| Oxydirus oxycephaloides \| \| \| \| \| \| Oxydirus oxycephalus \| \| \| \| |
|          | \| \| Oxydirus oxycephaloides \| \| \| \| \| \| Oxydirus oxycephalus \| \| \| \| |
|          | Oxydirus oxycephaloides                                                          |
|          |                                                                                  |
|          | Oxydirus oxycephalus                                                             |
|          |                                                                                  |